# Edward Bransfield
Edward Bransfield, född ca 1785, död 1852, var en brittisk sjöman och styrman av irländsk börd. Han brukar anses som Antarktis upptäckare, i den meningen att han var den förste som siktade kontinentens fastland. 
Bransfield föddes omkring 1785 nära Cork på Irland och blev 1803 med tvång inskriven i brittiska flottan. Under de närmaste åren deltog han i sjökriget mot Napoleon I och var från 1814 styrman på ett antal fartyg. 1817 stationerades han till södra Stilla havet, där Royal Navy hade en nybildad flottilj, och under ett besök i Valparaiso – då en mindre handelsstation – i Chile fick han i uppdrag att följa med den engelske kaptenen William Smith för att undersöka hans observationer av några öar i vattnen söder om Drakes sund. 
I januari 1820 hade man nått ner till Sydshetlandsöarna, den ögrupp Smith hade siktat några månader tidigare, och den 30 januari 1820 framträdde tydligt ett högt och snötäckt land, som Bransfield tog i besittning för den engelske kungen Georg III:s räkning (denne hade dock avlidit i London dagen före). Han kartlade också kuststräckorna i närheten; dessa kartanteckningar finns fortfarande i behåll i brittiska Amiralitetets arkiv, medan hans manuskript till loggboken har gått förlorat. Två redogörelser för resan trycktes dock i England 1821.
Bransfield avled 1852 i Brighton och är begravd där. År 2000 utgav brittiska postverket ett frimärke till hans minne.